# Deutsche Wasserball-Liga 2016/17
Die Saison 2016/17 der Deutschen Wasserball-Liga begann am 22. Oktober 2016 mit der Hauptrunde und endete mit der Titelverteidigung der Wasserfreunde Spandau 04 durch einen Erfolg im Finale über Waspo 98 Hannover. Der Rekordmeister aus Spandau sicherte sich damit seinen 36. Titel seit 1979. In die 2. Wasserball-Liga stiegen der SV Cannstatt und nach nur einer Saison der Neuling SV Würzburg 05 ab.

## Modus
Die Spiele wurden nach dem Rundensystem mit Hauptrunde (Hin- und Rückspiel), Qualifikationsrunde (Best-of-Five) sowie Meisterschaftsrunde (Play-off Endrunde) und Abstiegsrunde (Play-down Endrunde) von Ende Oktober 2016 bis Mitte Juni 2017 ausgetragen.

## Hauptrunde
Gespielt wurde in zwei Gruppen zu je acht Mannschaften in einer einfachen Runde mit Hin- und Rückspiel. In der Gruppe A, der die besten acht Mannschaften der Vorsaison angehörten, qualifizierten sich die ersten vier direkt für die Play-off Endrunde. Die letzten vier der Gruppe A mussten in eine Qualifikationsrunde mit den ersten vier Mannschaften der Gruppe B. Für die letzten vier Mannschaften der Gruppe B ging es direkt in die Play-down Endrunde.

### Gruppe A

#### Abschlusstabelle
| Pl.                             | Verein                         | Sp. | S  | U | N  | Tore    | Diff. | Punkte |
| ------------------------------- | ------------------------------ | --- | -- | - | -- | ------- | ----- | ------ |
| 1.                              | Wasserfreunde Spandau 04 (M,P) | 14  | 13 | 0 | 1  | 234:860 | +148  | 26:20  |
| 2.                              | Waspo 98 Hannover              | 14  | 13 | 0 | 1  | 227:970 | +130  | 26:20  |
| 3.                              | ASC Duisburg                   | 14  | 10 | 0 | 4  | 163:121 | +42   | 20:80  |
| 4.                              | OSC Potsdam (A–B)              | 14  | 6  | 0 | 8  | 137:177 | −40   | 12:16  |
| 5.                              | SSV Esslingen                  | 14  | 4  | 2 | 8  | 099:174 | −75   | 10:18  |
| 6.                              | SG Neukölln Berlin (A–B)       | 14  | 4  | 1 | 9  | 121:174 | −53   | 09:19  |
| 7.                              | White Sharks Hannover          | 14  | 2  | 1 | 11 | 118:182 | −64   | 05:23  |
| 8.                              | SV Bayer Uerdingen 08          | 14  | 2  | 0 | 12 | 096:184 | −88   | 04:24  |
| Stand: Endstand (1. April 2017) |                                |     |    |   |    |         |       |        |

 Teilnehmer an der Qualifikationsrunde Gruppe A – Gruppe B 
 (M) Meister der vorherigen Saison
 (P) Pokalsieger der vorherigen Saison
 (A–B) Aufsteiger aus der Gruppe B der vorherigen Saison

#### Kreuztabelle
Die Kreuztabelle stellt die Ergebnisse aller Spiele dieser Saison dar. Die Heimmannschaft ist in der linken Spalte aufgelistet und die Gastmannschaft in der obersten Reihe.
| Gruppe A 22. Oktober 2016 – 1. April 2017 | Gruppe A 22. Oktober 2016 – 1. April 2017 | Wasserfreunde Spandau 04 | Waspo 98 Hannover | ASC Duisburg | OSC Potsdam | SSV Esslingen | SG Neukölln Berlin | White Sharks Hannover | SV Bayer Uerdingen 08 |
| ----------------------------------------- | ----------------------------------------- | ------------------------ | ----------------- | ------------ | ----------- | ------------- | ------------------ | --------------------- | --------------------- |
| 01.                                       | Wasserfreunde Spandau 04                  |                          | 11:13             | 17:60        | 18:60       | 22:00         | 23:70              | 22:70                 | 16:40                 |
| 02.                                       | Waspo 98 Hannover                         | 09:11                    |                   | 12:90        | 17:80       | 20:30         | 19:30              | 14:10                 | 25:50                 |
| 03.                                       | ASC Duisburg                              | 05:11                    | 09:13             |              | 15:90       | 14:30         | 13:10              | 16:50                 | 11:60                 |
| 04.                                       | OSC Potsdam                               | 06:22                    | 08:16             | 09:13        |             | 13:50         | 15:13              | 11:90                 | 12:10                 |
| 05.                                       | SSV Esslingen                             | 04:13                    | 06:18             | 06:15        | 14:90       |               | 10:10              | 9:9                   | 10:60                 |
| 06.                                       | SG Neukölln Berlin                        | 06:18                    | 04:15             | 10:11        | 10:60       | 06:10         |                    | 13:12                 | 11:50                 |
| 07.                                       | White Sharks Hannover                     | 07:13                    | 04:20             | 04:18        | 07:13       | 07:11         | 07:10              |                       | 15:40                 |
| 08.                                       | SV Bayer Uerdingen 08                     | 06:17                    | 06:16             | 6:8          | 08:12       | 12:80         | 10:80              | 08:15                 |                       |

### Gruppe B

#### Abschlusstabelle
| Pl.                             | Verein               | Sp. | S  | U | N  | Tore    | Diff. | Punkte |
| ------------------------------- | -------------------- | --- | -- | - | -- | ------- | ----- | ------ |
| 1.                              | SVV Plauen (A–A)     | 14  | 13 | 1 | 0  | 194:960 | +98   | 27:10  |
| 2.                              | SC Wedding Berlin    | 14  | 10 | 1 | 3  | 123:970 | +26   | 21:70  |
| 3.                              | Duisburger SV 98     | 14  | 10 | 0 | 4  | 136:101 | +35   | 20:80  |
| 4.                              | SV Krefeld 72 (A–A)  | 14  | 7  | 0 | 7  | 129:139 | −10   | 14:14  |
| 5.                              | Poseidon Hamburg (N) | 14  | 5  | 0 | 9  | 116:120 | −4    | 10:18  |
| 6.                              | SC Neustadt          | 14  | 4  | 2 | 8  | 104:133 | −29   | 10:18  |
| 7.                              | SV Cannstatt         | 14  | 3  | 1 | 10 | 103:151 | −48   | 07:21  |
| 8.                              | SV Würzburg 05 (N)   | 14  | 1  | 1 | 12 | 106:174 | −68   | 03:25  |
| Stand: Endstand (1. April 2017) |                      |     |    |   |    |         |       |        |

 Teilnehmer an der Qualifikationsrunde Gruppe A – Gruppe B 
 (N) Aufsteiger aus der 2. Wasserball-Liga 
 (A–A) Absteiger aus der Gruppe A der vorherigen Saison

#### Kreuztabelle
Die Kreuztabelle stellt die Ergebnisse aller Spiele dieser Saison dar. Die Heimmannschaft ist in der linken Spalte aufgelistet und die Gastmannschaft in der obersten Reihe.
| Gruppe B 22. Oktober 2016 – 1. April 2017 | Gruppe B 22. Oktober 2016 – 1. April 2017 | SVV Plauen | SC Wedding Berlin | Duisburger SV 98 | SV Krefeld 72 | Poseidon Hamburg | SC Neustadt | SV Cannstatt | SV Würzburg 05 |
| ----------------------------------------- | ----------------------------------------- | ---------- | ----------------- | ---------------- | ------------- | ---------------- | ----------- | ------------ | -------------- |
| 01.                                       | SVV Plauen                                |            | 6:6               | 11:70            | 13:40         | 15:70            | 19:20       | 16:30        | 19:50          |
| 02.                                       | SC Wedding Berlin                         | 09:13      |                   | 8:6              | 8:7           | 8:7              | 8:5         | 10:50        | 12:90          |
| 03.                                       | Duisburger SV 98                          | 09:12      | 8:6               |                  | 16:11         | 11:60            | 7:2         | 15:70        | 12:70          |
| 04.                                       | SV Krefeld 72                             | 11:13      | 7:9               | 10:90            |               | 11:80            | 13:80       | 13:12        | 12:90          |
| 05.                                       | Poseidon Hamburg                          | 08:11      | 5:8               | 3:4              | 7:4           |                  | 8:7         | 14:40        | 19:11          |
| 06.                                       | SC Neustadt                               | 09:17      | 4:7               | 07:14            | 11:50         | 9:8              |             | 8:8          | 13:80          |
| 07.                                       | SV Cannstatt                              | 08:15      | 10:90             | 6:9              | 7:8           | 11:70            | 03:11       |              | 12:60          |
| 08.                                       | SV Würzburg 05                            | 08:14      | 05:15             | 5:9              | 09:13         | 6:9              | 8:8         | 10:70        |                |

## Qualifikationsrunde Gruppe A – Gruppe B
In der Qualifikationsrunde wurden die letzten vier Teilnehmer für die Play-off bzw. Play-down Endrunde ermittelt. Dabei trafen die letzten vier der Gruppe A auf die besten vier Mannschaften der Gruppe B. Die vier Sieger sicherten sich außerdem noch den Startplatz in der Gruppe A zur Folgesaison.
Modus: Best-of-Three
Termine: 8./9. April 2017 (1. Spiel), 22. April 2017 (2. Spiel) und 23. April 2017 (3. Spiel)
Die Mannschaften der Gruppe B hatten nur im 1. Spiel Heimrecht.
|           | Paarung           | Paarung | Paarung               | 1.    | 2.    | 3.    |
| --------- | ----------------- | ------- | --------------------- | ----- | ----- | ----- |
| 1.B – 8.A | SVV Plauen        | –       | SV Bayer Uerdingen 08 | 13:12 | 10:11 | 5:9   |
| 2.B – 7.A | SC Wedding Berlin | –       | White Sharks Hannover | 8:9   | 11:10 | 5:6   |
| 3.B – 6.A | Duisburger SV 98  | –       | SG Neukölln Berlin    | 11:10 | 7:8   | 08:11 |
| 4.B – 5.A | SV Krefeld 72     | –       | SSV Esslingen         | 11:10 | 13:19 | 08:19 |

 Uerdingen, Hannover, Neukölln und Esslingen qualifizierten sich für die Playoff-Endrunde und spielen zur Saison 2017/18 in der Gruppe A.

## Play-down

### Viertelfinale
Modus: Best-of-Three
Termine: 29. April 2017 (1. Spiel), 6. Mai 2017 (2. Spiel) und 7. Mai 2017 (3. Spiel)
Die erstgenannte Mannschaft hatte nur im 1. Spiel Heimrecht.
| Paarung          | Paarung | Paarung           | 1.    | 2.    | 3.    |
| ---------------- | ------- | ----------------- | ----- | ----- | ----- |
| SV Würzburg 05   | –       | SVV Plauen        | 08:13 | 04:19 | ---   |
| SV Cannstatt     | –       | SC Wedding Berlin | 11:70 | 07:10 | 05:10 |
| SC Neustadt      | –       | Duisburger SV 98  | 06:11 | 4:5   | ---   |
| Poseidon Hamburg | –       | SV Krefeld 72     | 06:11 | 13:11 | 08:10 |

### Abstieg 13–16

#### Halbfinale
Modus: Best-of-Five
Termine: 13. Mai 2017 (1. Spiel), 20. Mai 2017 (2. Spiel) und 21. Mai 2017 (3. Spiel)
Die erstgenannte Mannschaft hatte im 1. Spiel Heimrecht.
| Paarung        | Paarung | Paarung          | 1.  | 2.    | 3.    | 4.  | 5.  |
| -------------- | ------- | ---------------- | --- | ----- | ----- | --- | --- |
| SV Würzburg 05 | –       | Poseidon Hamburg | 5:6 | 06:14 | 04:14 | --- | --- |
| SV Cannstatt   | –       | SC Neustadt      | 8:9 | 11:12 | 08:12 | --- | --- |

 Absteiger in die 2. Wasserball-Liga

#### Spiel um Platz 13
Termin: 10. Juni 2017 (Hamburg)
| Paarung          | Paarung | Paarung     | Ergebnis |
| ---------------- | ------- | ----------- | -------- |
| Poseidon Hamburg | –       | SC Neustadt | 05:12    |

### Turnier um die Plätze 9–12 inDuisburg

#### Halbfinale
Termin: 27. Mai 2017
| Paarung          | Paarung | Paarung           | Ergebnis |
| ---------------- | ------- | ----------------- | -------- |
| SV Krefeld 72    | –       | SVV Plauen        | 05:13    |
| Duisburger SV 98 | –       | SC Wedding Berlin | 12:40    |

#### Spiel um Platz 11
Termin: 28. Mai 2017
| Paarung       | Paarung | Paarung           | Ergebnis |
| ------------- | ------- | ----------------- | -------- |
| SV Krefeld 72 | –       | SC Wedding Berlin | 17:90    |

#### Spiel um Platz 9
Termin: 28. Mai 2017
| Paarung    | Paarung | Paarung          | Ergebnis |
| ---------- | ------- | ---------------- | -------- |
| SVV Plauen | –       | Duisburger SV 98 | 08:10    |

## Play-off

### Viertelfinale
Modus: Best-of-Three
Termine: 29. April 2017 (1. Spiel) und 6. Mai 2017 (2. Spiel)
Die erstgenannte Mannschaft hatte nur im 1. Spiel Heimrecht.
| Paarung               | Paarung | Paarung                  | 1.    | 2.    | 3.  |
| --------------------- | ------- | ------------------------ | ----- | ----- | --- |
| SV Bayer Uerdingen 08 | –       | Wasserfreunde Spandau 04 | 07:16 | 01:22 | --- |
| White Sharks Hannover | –       | Waspo 98 Hannover        | 06:17 | 03:19 | --- |
| SG Neukölln Berlin    | –       | ASC Duisburg             | 04:20 | 09:20 | --- |
| SSV Esslingen         | –       | OSC Potsdam              | 10:19 | 07:17 | --- |

### Turnier um die Plätze 5–8 inEsslingen am Neckar

#### Halbfinale
Termin: 20. Mai 2017
| Paarung            | Paarung | Paarung               | Ergebnis |
| ------------------ | ------- | --------------------- | -------- |
| SSV Esslingen      | –       | SV Bayer Uerdingen 08 | 10:60    |
| SG Neukölln Berlin | –       | White Sharks Hannover | 7:8      |

#### Spiel um Platz 7
Termin: 21. Mai 2017
| Paarung               | Paarung | Paarung            | Ergebnis |
| --------------------- | ------- | ------------------ | -------- |
| SV Bayer Uerdingen 08 | –       | SG Neukölln Berlin | 08:14    |

#### Spiel um Platz 5
Termin: 21. Mai 2017
| Paarung       | Paarung | Paarung               | Ergebnis |
| ------------- | ------- | --------------------- | -------- |
| SSV Esslingen | –       | White Sharks Hannover | 20:13    |

### Plätze 1–4

#### Halbfinale
Modus: Best-of-Five
Termine: 10. Mai 2017 (1. Spiel), 13. Mai 2017 (2. Spiel) und 14. Mai 2017 (3. Spiel)
Die erstgenannte Mannschaft hatte im 1. Spiel Heimrecht.
| Paarung      | Paarung | Paarung                  | 1.    | 2.    | 3.    | 4.  | 5.  |
| ------------ | ------- | ------------------------ | ----- | ----- | ----- | --- | --- |
| OSC Potsdam  | –       | Wasserfreunde Spandau 04 | 08:19 | 12:20 | 10:18 | --- | --- |
| ASC Duisburg | –       | Waspo 98 Hannover        | 13:14 | 7:9   | 07:12 | --- | --- |

#### Spiel um Platz 3
Modus: Best-of-Three
Termine: 3. Juni 2017 (Potsdam) und 10. Juni 2017 (Duisburg)
| Paarung     | Paarung | Paarung      | 1.    | 2.    | 3.  |
| ----------- | ------- | ------------ | ----- | ----- | --- |
| OSC Potsdam | –       | ASC Duisburg | 07:10 | 09:22 | --- |

#### Finale
Modus: Best-of-Five
Termine: 3. Juni 2017 (Hannover), 10. Juni 2017 (Berlin), 11. Juni 2017 (Berlin) und 14. Juni 2017 (Hannover)
| Paarung           | Paarung | Paarung                  | 1.    | 2.    | 3.    | 4.    | 5.  |
| ----------------- | ------- | ------------------------ | ----- | ----- | ----- | ----- | --- |
| Waspo 98 Hannover | –       | Wasserfreunde Spandau 04 | 05:11 | 11:12 | 14:12 | 08:12 | --- |

 Deutscher Meister

## Die Meistermannschaft
| 1.                                | Wasserfreunde Spandau 04 |
| Logo der Wasserfreunde Spandau 04 | - Tor: László Baksa (20/–), Tim Höhne (6/–) - Feldspieler: Remi Saudadier (21/16), Lucas Gielen (21/29), Mateo Ćuk (23/45), Tobias Preuss (21/22), Maurice Jüngling (21/16), Mehdi Marzouki (21/37), Nikola Dedović (22/54), Marko Stamm (19/39), Moritz Oeler (9/13), Marin Restović (21/33), Spencer Hamby (19/18), Lukas Küppers (20/26), Tomi Tadin (16/14), Phillip Gottfried (16/13), Luka Götz (1/1), Moritz Ostmann (1/–) (Spiele/Tore) - Trainer: Petar Kovačević |